# Kristian Kostov
Kristian Konstantinov Kostov (in bulgaro Кристиан Константинов Костов?; in russo Кристиан Константинов Костов?; Mosca, 15 marzo 2000) è un cantante, musicista e modello bulgaro con cittadinanza russa.
Ha rappresentato la Bulgaria all'Eurovision Song Contest 2017 con Beautiful Mess.

## Biografia
Kristian Kostov nasce a Mosca (Russia) il 15 marzo 2000, da padre bulgaro e madre kazaka. Sin da ragazzino gli fu insegnato da suo papà il bulgaro e, soprattutto, l'inglese (di cui ha un'ottima padronanza).
La sua "carriera artistica" fu incoraggiata sin dalla tenera età da i suoi genitori e da suo fratello Daniel Kostov, anche lui cantante e musicista. All'età di cinque anni iniziò a cantare e a suonare il piano. Durante quel periodo entrò a far parte del coro Neposedy. Sempre in quegli anni iniziò a soffrire di distrofia muscolare, come rivelato da Kostov in un video su YouTube nel 2017.
Nel 2014 ha partecipato al talent show russo per ragazzi The Voice Kids.
Dopo aver riscosso successo in Russia, decide di partecipare in Bulgaria alle audizioni della versione locale del programma X Factor. Partecipa quindi alla quarta stagione del programma e giunge al secondo posto alle spalle di Christiana Louizu.
Nell'ottobre 2016 esordisce con il suo primo singolo intitolato Ne si za men. Nel novembre seguente viene pubblicato il singolo di Pavell & Venci Venc' Vdigam Level, in cui il cantante partecipa con un "featuring".
Il 13 marzo 2017, due giorni prima del suo diciassettesimo compleanno, viene annunciato come artista rappresentante della Bulgaria all'Eurovision Song Contest 2017, in programma per il mese di maggio a Kiev (Ucraina). Nella stessa occasione è stato anche annunciato e presentato il brano con cui Kostov partecipa alla kermesse musicale europea, ossia Beautiful Mess. Kostov diventa così il primo artista nato negli anni 2000 a partecipare all'Eurovision Song Contest, dove si classifica al secondo posto, miglior risultato nella storia della Bulgaria alla manifestazione canora.
Il 27 ottobre 2017 pubblica il singolo Glubina, interamente in lingua russa, mentre il 18 novembre si è esibito con la sua canzone You Got Me Girl durante la serata finale di Miss Mondo 2017 a Sanya (Cina).
Ad inizio del 2018 pubblica i singoli The One (I Need You) e Burning Bridges in collaborazione con il disc jockey norvegese JOWST.

## Discografia

### EP
- 2018 – Shower Thoughts
- 2019 – Prologue
- 2020 – Mood:

### Singoli
- 2016 – Ne si za men
- 2017 – Beautiful Mess
- 2017 – Glubina
- 2017 – Ty moj ogon'
- 2018 – The One (I Need You)
- 2018 – Burning Bridges (feat. JOWST)
- 2018 – Get It
- 2018 – Shower Thoughts
- 2020 – Honest
- 2020 – Better
- 2020 – Things I Like
- 2021 – Built Different
- 2022 – Intentional
- 2023 – Mine

### Collaborazioni
- 2015 – Ready to Fly (MaxiGroove e Kristian Kostov)
- 2016 – Vdigam Level (Pavell & Venci Venc' feat. Kristian Kostov)
- 2019 – Live It Up (B-OK feat. Roxie e Kristian Kostov)
- 2023 – Sorry (Tra$h feat. YKEY e Kristian Kostov)